# Ducati World Championship
Ducati World Championship es un videojuego de carreras de motocicletas con licencia de la marca Ducati desarrollado por Artematica Entertainment y publicado por DTP Entertainment en Alemania, por Ubisoft Entertainment y Lexicon Entertainment en el resto de Europa y por Strategy First en Norteamérica y el resto del mundo. Fue lanzado para Windows el 6 de septiembre de 2006 en Alemania, el 10 de noviembre de 2006 en el resto de Europa, el 18 de septiembre de 2007 en Norteamérica y el 21 de septiembre de 2007 en el resto del mundo en la tienda de Steam.
Se planeo lanzar una versión para Xbox que finalmente fue cancelada y nunca se lanzó.

## Jugabilidad
Este es un juego de simulación de motocicletas. Cuenta con 70 motocicletas que se pueden conducir en 33 recorridos ficticios. También hay un modo de carrera en el que se puede conducir a través de diferentes clases y tunear la moto. Si el jugador  se equivoca mientras corre, no solo la moto se daña; durante la próxima parada en boxes, también debe ver a un médico. En el modo Chapirex Challenge, se enfrenta a pequeñas misiones, por ejemplo, varios caballitos seguidos.
Se puede competir con un amigo en una PC por modo de pantalla dividida, pero no hay modo LAN ni en línea.

## Recepción
Ducati World Championship recibió críticas generalmente desfavorables según el sitio web de agregación de reseñas Metacritic.